# Stadler FC
Stadler FC – węgierski klub piłkarski z siedzibą w Akasztó, istniejący w latach 1993–1998.

## Historia

### Chronologia nazw
Kiskőrösi FC
- 1910: Kiskőrösi Football Club (FC)
- 1947: Kiskőrösi Petőfi SE
- 1947: Kiskőrösi MaDISz
- 1947: Kiskőrösi Petőfi SK
- Kiskőrösi Petőfi Spartacus
- Kiskőrösi Petőfi Labdarúgó Club (LC)
- 1993: Kiskőrös-Stadler FC

Akasztói FC
- 1922: Akasztói FC

Stadler FC
- 1994: Stadler Football Club (FC) Akasztó

### Powstanie
Powstanie klubu datuje się na 1993 rok. Wówczas do Akasztó z Kiskőrös został przeniesiony tamtejszy klub Kiskőrös-Stadler FC. W tym samym roku doszło do fuzji z miejscowym klubem Akasztói FC. W wyniku przeniesienia i późniejszej fuzji powstał klub Stadler FC. W sezonie 1993/94 debiutował w NB II, gdzie zajął 1. miejsce i zdobył awans do Nemzeti Bajnokság I. Kolejne dwa sezony zajmował 9. miejsce w najwyższej lidze węgierskiej, a potem 16. Po sezonie 1997/98, w którym, grając z nazwą sponsora jako Ilzer-Stadler FC zajął ostatnie 18. miejsce i spadł z ekstraklasy po czym został rozwiązany.

## Osiągnięcia
- 9. miejsce: 1994/95, 1995/96
- ćwierćfinalista Pucharu Węgier: 1994/95
- W lidze (4 sez. na 106): 1994/95-1997/98

## Reprezentanci kraju grający w klubie
- Rolands Bulders
- Sorin Cigan
- Attila Dragóner
- Aleksandrs Jelisejevs
- Norbert Nagy
- János Sass
- József Zvara